# Plagodis plagifasciata
Plagodis plagifasciata är en fjärilsart som beskrevs av Walker 1862. Plagodis plagifasciata ingår i släktet Plagodis och familjen mätare. Inga underarter finns listade i Catalogue of Life.